# 柳家さん福
柳家 さん福（やなぎや さんぷく、1959年11月29日 - ）は、埼玉県出身の落語家。落語協会所属。本名∶野本 富夫。出囃子∶「小鍛冶」。

## 経歴
1980年11月、五代目柳家小さんに入門。翌々年に「小富」で前座となる。
1986年2月、林家とんでん平と共に二ツ目に昇進し「さん弥」と改名。
1996年3月に春風亭勢朝、いなせ家半七、三遊亭窓里、林家とんでん平、橘家蔵之助、柳家福治、三遊亭らん丈、橘家仲蔵と共に真打昇進、「さん福」と改名。五代目柳家小さん門下の弟子はこれで全員真打となった。

## 芸歴
- 1980年11月 - 五代目柳家小さんに入門。
- 1982年 - 前座となる、前座名「小富」。
- 1986年2月 - 二ツ目昇進、「さん弥」と改名。
- 1996年3月 - 真打昇進、「さん福」と改名。

## 人物
古今亭菊太楼と二人会を開いている。
将棋はアマ四段で、歴代落語家で最強と言われる。